# Hvingel
Hvingel er en bebyggelse og et skoledistrikt i Vestjylland, beliggende i Hee Sogn ca. 5 km nordøst for Hee station. Stedet ligger i Ringkøbing-Skjern Kommune og tilhører Region Midtjylland.
Distriktet bestod i begyndelsen og midten af 1900 årene af nogle få huse omkring en skole og en købmand. Desuden ca. 30 små gårde og husmandssteder. Midt i Hvingel lå, lidt hævet over det øvrige landskab, gården Lering på en bakkeø, så jorden var nogle steder bedre end i den omgivende hedeegn, som blev opdyrket på den omtalte tid. Sidst i 1900-årene blev mange af husmandsstederne og de mindre gårde opkøbt af nogle få gårde, som specialiserede sig i grise eller køer. 
Omkring 1940 blev der i området plantet læhegn mellem markerne, og det forandrede landskabet, så udsynet blev mindre, men afgrøderne bedre, fordi sandflugten fra de opdyrkede tidligere hedearealer ofte havde været omfattende.
Fra Lering kunne man før læhegnene blev store se ud over Stadil Fjord til klitterne ved Vesterhavet og om aftenen undertiden et skib ude på havet, i luftlinie vel 12-15 km. Da læhegnene blev store, virkede landskabet dog næsten som en stor plantage, og da gårdene blev mange hegn fjernet. 